# شلومو رافيكوفيتش
شلومو رافيكوفيتش (25 فبراير 1899 - 17 مايو 2000) عالم زراعي إسرائيلي تخصص في علوم التربة، يعتبر أحد رواد أبحاث علوم الأرض في إسرائيل.
حصل على جائزة إسرائيل في الزراعة في عام 1984.

## حياته وأعماله
ولد في بابرويسك في روسيا. ودرس الزراعة في روسيا وفي جامعة تافريان في شبه جزيرة القرم، لكنه انقطع عن دراسته في منتصفها، وهاجر إلى فلسطين في أوائل العشرينيات من القرن الماضي.
عمل كباحث مساعد في قسم الزراعة الكيميائية بمحطة البحوث الزراعية وكان رئيس قسم التربة. زفي الثلاثينيات ذهب للدراسة في الولايات المتحدة، وفي عام 1938 أكمل دراسة الدكتوراه في جامعة روتجرز. وفي عام 1942 انضم إلى هيئة التدريس في معهد الدراسات الزراعية في الجامعة العبرية كمحاضر. وفي عام 1949 أصبح أستاذاً مساعدا وفي عام 1957 أصبح أستاذاً متفرغاً في مجال علوم الأرض. وفي الأعوام 1951-1954 شغل أيضاً منصب مدير محطة البحوث الزراعية، لكنه طلب إعفاءه من هذا المنصب حتى يتمكن من التركيز على الأبحاث  . وفي السنوات 1955-1958 شغل منصب عميد كلية الزراعة في الجامعة العبرية. وتقاعد في عام 1967.
تخصص رافيكوفيتش في مجال التربة، وهو موضوع مركزي في البحث الزراعي في فلسطين خلال الهجرة الثالثة. وتناولت دراساته الأولى موضوع امتزاز الأيونات والكاتيونات، ولكنه انتقل إلى التعامل مع مشكلة ملوحة التربة في وادي الأردن ووادي بيت شان والعربة، وفي إيجاد الحلول الممكنة لمشكلة ملوحة التربة.
وفي الأعوام 1939-1940، شارك في أعمال سكان بيت عربة في تنقية التربة من الأملاح وتحضيرها لزراعة الخضار. وكانت دراساته هذه بمثابة حافز لإنشاء محطات استصلاح الأراضي، بما في ذلك محطة استصلاح الأراضي في وادي كيشون عام 1948.
في الأربعينيات انخرط في رسم خرائط أراضي النقب الشمالي  وفي عام 1953 نشر نتائج المسح، والتي تبين أن معظم أراضي النقب الشمالي لا تعاني من الملوحة وأن حوالي ربعها ملوثة فقط بملوحة خفيفة نسبيًا. وختم بالقول: "إن مسح أراضي النقب الأخير يتناقض إلى حد كبير مع الافتراضات المتشائمة... فمعظم الأراضي في النقب الشمالي، وهذه مساحة واسعة لا تزال تنتظر خلاصها الزراعي، يمكن استخدامها كركيزة خصبة لمختلف المحاصيل الزراعية إذا توفرت لها المياه اللازمة لهذا الغرض" 
وفي الأعوام 1953-1957، عمل على رسم خرائط أراضي النقب الجنوبي من بئر السبع إلى إيلات، حسب نوعها وخصائصها، بمساعدة يوئيل دان وبمساعدة مؤسسة فورد. ولهذا الغرض أجرى العديد من الجولات في جميع أنحاء النقب وأخذ آلاف عينات التربة وتحليلها في المختبر .
ويعد مستوى التفاصيل حول طبيعة الأرض في مسحه من أكثر التفاصيل دقة في العالم الغربي. وفي نفس الوقت الذي قام فيه برسم خرائط التربة، طور رافيكوفيتش تصنيفًا لأنواع التربة. وفي عام 1959 كان عضواً في لجنة دراسة إمكانيات الاستيطان الزراعي في جنوب النقب والتي أوصت بإقامة العديد من المستوطنات في النقب .
بالإضافة إلى البحث في أنواع التربة نفسها، كان رافيكوفيتش منخرطًا في البحث عن نمو النباتات في ظل ظروف الملوحة. وأدت خريطة الملوحة في التربة في إسرائيل التي رسمها إلى إدراكه لأهمية وجود نظام تغذية معدني وفي بحثه تم تحديد النسب المرغوبة من المستويات النزرة والسمية في أنواع مختلفة من التربة.
وفي عام 1981 ، نشر مع فريق بحثي خريطة للعناصر النزرة في التربة الإسرائيلية. وأدى عمله في مجال علوم التربة في الثلاثينيات إلى نشر دراسة عن حركة الطين في الشريط الساحلي لإسرائيل، والتي تطورت في الخمسينيات إلى سلسلة من الدراسات المتعلقة بمعرفة حركة الطين عن طريق إدخال الصوديوم في التربة وتسريع عملية استصلاح الرمال للاستفادة منها في الزراعة. وبدأت أبحاثه في وادي الحولة بأول منشور له في عام 1936، تناول فيه الوصف الكيميائي لتربة المنطقة، واستمر في سلسلة من الدراسات طوال فترة مراقبة العمليات الكيميائية في التربة. وشكلت هذه أساس الكتاب المدرسي الذي بعنوان "أراضي إسرائيل".

## جوائز
حصل رابيكوفيتش على جائزة روبين عام 1948 عن كتابه "التربة المالحة في وادي الأردن وطبيعتها"  وجائزة إسرائيل للزراعة عام 1984.

## من منشوراته
- أشكال الري وتأثيرها على ملوحة التربة: تطور النباتات وتكوينها ، 2001
- أراضي إسرائيل: تأين أراضي إسرائيل، 1966
- تراب إسرائيل: تكوينها وطبيعتها وخصائصها